# Les Fainéants de la vallée fertile
Pour le roman, voir Les Fainéants dans la vallée fertile.
Pour plus de détails, voir Fiche technique et Distribution.
Les Fainéants de la vallée fertile (Oι Tεμπέληδες της εύφορης κοιλάδας, Oi Tembelides tis eforis koiladas) est un film grec réalisé par Nikos Panayotopoulos, sorti en 1978 et inspiré du roman Les Fainéants dans la vallée fertile d'Albert Cossery publié en 1948.
Le film fit 117 000 entrées en première exclusivité en Grèce en 1978 et fut cependant considéré comme un succès commercial.

## Synopsis
Un père et ses trois enfants se retirent dans une maison reçue en héritage. Le père prône la paresse, et les journées n'auront que, pour activité, le sommeil.

## Fiche technique
- Titre : Les Fainéants de la vallée fertile
- Titre original : Oι Tεμπεληδες της εγφορις κοιλαδας (Oi Tembelides tis eforis koiladas)
- Réalisation : Nikos Panayotopoulos
- Scénario : Nikos Panayotopoulos, d'après le roman homonyme d'Albert Cossery
- Production : Jean-Serge Breton
- Société de production : Alix Film[2]
- Photographie : Andreas Bellis
- Montage : Giorgos Triandafyllou
- Décors : Dionyssis Fotopoulos[2]
- Costumes : Dionysis Fotopoulos
- Format : Couleurs - Mono
- Genre : Comédie dramatique
- Durée : 118 minutes
- Date de sortie : 1978

## Distribution
- Olga Karlatos
- George Dialegmenos
- Nikitas Tsakiroglou (el)
- Dimitris Poulikakos (en)
- Vassilis Diamantopoulos (en)
- Kostas Sfikas

## Distinctions

### Récompenses
- 1978 : Léopard d'or au Festival international du film de Locarno[3]
- 1978 : Festival du cinéma grec 1978 : second meilleur film, meilleur montage (Giorgos Triandafyllou) et meilleur film pour l'Union panhellénique des critiques de cinéma (PEKK)